# Marian O’Shaughnessy
Marian O’Shaughnessy (geb. Fisher; * 6. November 1954) ist eine ehemalige australische Hürdenläuferin und Sprinterin.
1977 wurde sie beim Leichtathletik-Weltcup in Düsseldorf mit der ozeanischen Mannschaft Vierte in der 4-mal-400-Meter-Staffel. Bei den Pacific Conference Games siegte sie über 400 m Hürden und gewann Bronze über 400 m.
Beim Leichtathletik-Weltcup 1979 in Montreal wurde sie mit der ozeanischen 4-mal-400-Meter-Stafette Sechste.
1981 holte sie bei den Pacific Conference Games Bronze über 400 m und wurde beim Leichtathletik-Weltcup in Rom Siebte mit der ozeanischen 4-mal-400-Meter-Stafette.
1976, 1977 sowie 1978 wurde sie Australische Meisterin über 400 m Hürden und 1976 über 400 m.

## Persönliche Bestzeiten
- 400 m: 51,9 s, 19. Februar 1978, Melbourne
- 400 m Hürden: 57,28 s, 4. Dezember 1977, Canberra